# Llista d'espècies de disdèrids
Llista d'espècies de disdèrids, una família d'aranyes araneomorfes descrita per primera vegada per Carl Ludwig Koch l'any 1837. Conté la informació recollida fins al 20 de novembre de 2006 i hi ha citats 24 gèneres i 492 espècies; d'elles, 263 pertanyen al gènere Dysdera, i 148 al Harpactea. Són pròpies d'Euràsia i el nord d'Àfrica, amb algunes espècies a Sud-amèrica; Dysdera crocata ha estat introduïda en moltes regions del món.

## Gèneres i espècies

### Cryptoparachtes
Cryptoparachtes Dunin, 1992
- Cryptoparachtes adzharicus Dunin, 1992 (Geòrgia)
- Cryptoparachtes charitonowi (Mcheidze, 1972) (Geòrgia)
- Cryptoparachtes fedotovi (Charitonov, 1956) (Geòrgia, Azerbaijan)

### Dasumia
Dasumia Thorell, 1875
- Dasumia amoena (Kulczyn'ski, 1897) (Europa Oriental, Rússia, Ucraïna)
- Dasumia canestrinii (L. Koch, 1876) (Europa Meridional)
- Dasumia carpatica (Kulczyn'ski, 1882) (Europa Oriental)
- Dasumia cephalleniae Brignoli, 1976 (Grècia)
- Dasumia chyzeri (Kulczyn'ski, 1906) (Europa Oriental)
- Dasumia crassipalpis (Simon, 1882) (Síria)
- Dasumia diomedea Caporiacco, 1947 (Itàlia)
- Dasumia kusceri (Kratochvíl, 1935) (Grècia)
- Dasumia laevigata (Thorell, 1873) (Europa)
- Dasumia mariandyna Brignoli, 1979 (Turquia)
- Dasumia nativitatis Brignoli, 1974 (Grècia)
- Dasumia sancticedri Brignoli, 1978 (Lebanon)
- Dasumia taeniifera Thorell, 1875 (Suïssa, Itàlia)

### Dysdera
Dysdera Latreille, 1804
- Dysdera aciculata Simon, 1882 (Algèria)
- Dysdera aculeata Kroneberg, 1875 (Àsia central, Croàcia (introduïda))
- Dysdera adriatica Kulczyn'ski, 1897 (Àustria, Balcans)
- Dysdera affinis Ferrández, 1996 (Espanya)
- Dysdera afghana Denis, 1958 (Afganistan)
- Dysdera alegranzaensis Wunderlich, 1992 (Illes Canàries)
- Dysdera alentejana Ferrández, 1996 (Portugal)
- Dysdera ambulotenta Ribera, Ferrández & Blasco, 1985 (Illes Canàries)
- Dysdera anatoliae Deeleman-Reinhold, 1988 (Turquia)
- Dysdera ancora Grasshoff, 1959 (Itàlia)
- Dysdera andamanae Arnedo & Ribera, 1997 (Illes Canàries)
- Dysdera andreini Caporiacco, 1928 (Itàlia)
- Dysdera anonyma Ferrández, 1984 (Espanya)
- Dysdera apenninica Alicata, 1964 (Itàlia)
  - Dysdera apenninica aprutiana Alicata, 1964 (Itàlia)
- Dysdera arabiafelix Gasparo & van Harten, 2006 (Iemen)
- Dysdera arabica Deeleman-Reinhold, 1988 (Oman)
- Dysdera arabisenen Arnedo & Ribera, 1997 (Illes Canàries)
- Dysdera argaeica Nosek, 1905 (Turquia)
- Dysdera arganoi Gasparo, 2004 (Itàlia)
- Dysdera armenica Charitonov, 1956 (Armènia, Geòrgia)
- Dysdera arnoldii Charitonov, 1956 (Àsia central)
- Dysdera Àsiatica Nosek, 1905 (Turquia)
- Dysdera atlantea Denis, 1954 (Marroc)
- Dysdera atlantica Simon, 1909 (Marroc)
- Dysdera aurgitana Ferrández, 1996 (Espanya)
- Dysdera azerbajdzhanica Charitonov, 1956 (Rússia, Geòrgia, Azerbaijan)
- Dysdera baetica Ferrández, 1984 (Espanya)
- Dysdera bandamae Schmidt, 1973 (Illes Canàries)
- Dysdera baratellii Pesarini, 2001 (Itàlia)
- Dysdera beieri Deeleman-Reinhold, 1988 (Grècia)
- Dysdera bellimundi Deeleman-Reinhold, 1988 (Montenegro, Albània)
- Dysdera bernardi Denis, 1966 (Líbia)
- Dysdera bicolor Taczanowski, 1874 (Guaiana Francesa)
- Dysdera bicornis Fage, 1931 (Espanya)
- Dysdera bidentata Dunin, 1990 (Azerbaijan)
- Dysdera bogatschevi Dunin, 1990 (Geòrgia, Azerbaijan)
- Dysdera borealicaucasica Dunin, 1991 (Rússia)
- Dysdera bottazziae Caporiacco, 1951 (Itàlia, Croàcia)
- Dysdera breviseta Wunderlich, 1992 (Illes Canàries)
- Dysdera brevispina Wunderlich, 1992 (Illes Canàries)
- Dysdera brignoliana Gasparo, 2000 (Itàlia)
- Dysdera brignolii Dunin, 1989 (Turkmenistan)
- Dysdera caeca Ribera, 1993 (Marroc)
- Dysdera calderensis Wunderlich, 1987 (Illes Canàries)
- Dysdera castillonensis Ferrández, 1996 (Espanya)
- Dysdera cechica Řezáč, 2017 (Txèquia)
- Dysdera centroitalica Gasparo, 1997 (Itàlia)
- Dysdera cephalonica Deeleman-Reinhold, 1988 (Grècia)
- Dysdera charitonowi Mcheidze, 1979 (Geòrgia)
- Dysdera chioensis Wunderlich, 1992 (Illes Canàries)
- Dysdera circularis Deeleman-Reinhold, 1988 (Grècia)
- Dysdera coiffaiti Denis, 1962 (Madeira)
- Dysdera collucata Dunin, 1991 (Armènia)
- Dysdera concinna L. Koch, 1878 (Azerbaijan, Iran)
- Dysdera Corfúensis Deeleman-Reinhold, 1988 (Corfú)
- Dysdera cornipes Karsch, 1881 (Líbia)
- Dysdera cribellata Simon, 1883 (Illes Canàries)
- Dysdera cribrata Simon, 1882 (França)
- Dysdera cristata Deeleman-Reinhold, 1988 (Síria, Lebanon)
- Dysdera crocata C. L. Koch, 1838 (Cosmopolita)
  - Dysdera crocata mutica Simon, 1910 (Algèria)
  - Dysdera crocata parvula Simon, 1910 (Algèria)
- Dysdera crocolita Simon, 1910 (Algèria)
- Dysdera curviseta Wunderlich, 1987 (Illes Canàries)
- Dysdera cylindrica O. P.-Cambridge, 1885 (Kashmir)
- Dysdera daghestanica Dunin, 1991 (Rússia)
- Dysdera dentichelis Simon, 1882 (Lebanon)
- Dysdera deserticola Simon, 1910 (Algèria)
- Dysdera diversa Blackwall, 1862 (Madeira)
- Dysdera drescoi Ribera, 1983 (Marroc)
- Dysdera dubrovninnii Deeleman-Reinhold, 1988 (Balcans, Albània)
- Dysdera dunini Deeleman-Reinhold, 1988 (Rússia, Ucraïna, Geòrgia, Azerbaijan)
- Dysdera dysderoides (Caporiacco, 1947) (Etiòpia)
- Dysdera edumifera Ferrández, 1983 (Espanya)
- Dysdera enghoffi Arnedo, Oromí & Ribera, 1997 (Illes Canàries)
- Dysdera enguriensis Deeleman-Reinhold, 1988 (Turquia)
- Dysdera erythrina (Walckenaer, 1802) (Europa fins a Geòrgia)
  - Dysdera erythrina fervida Simon, 1882 (Còrsega, Illes Balears)
  - Dysdera erythrina lantosquensis Simon, 1882 (França)
  - Dysdera erythrina provincialis Simon, 1882 (França)
- Dysdera espanoli Ribera & Ferrández, 1986 (Espanya)
- Dysdera esquiveli Ribera & Blasco, 1986 (Illes Canàries)
- Dysdera falciformis Barrientos & Ferrández, 1982 (Espanya)
- Dysdera fedtschenkoi Dunin, 1992 (Tajikistan)
- Dysdera ferghanica Dunin, 1985 (Kirguizstan)
- Dysdera festai Caporiacco, 1929 (Rodes)
- Dysdera flagellata Grasshoff, 1959 (Itàlia)
- Dysdera flagellifera Caporiacco, 1947 (Itàlia)
  - Dysdera flagellifera aeoliensis Alicata, 1973 (Itàlia)
- Dysdera flavitarsis Simon, 1882 (Espanya)
- Dysdera fragaria Deeleman-Reinhold, 1988 (Rodes)
- Dysdera fuscipes Simon, 1882 (Portugal, França)
- Dysdera fustigans Alicata, 1966 (Itàlia)
- Dysdera gamarrae Ferrández, 1984 (Espanya)
- Dysdera gemina Deeleman-Reinhold, 1988 (Israel)
- Dysdera ghilarovi Dunin, 1987 (Azerbaijan)
- Dysdera gibbifera Wunderlich, 1992 (Illes Canàries)
- Dysdera gigas Roewer, 1928 (Creta)
- Dysdera gmelini Dunin, 1991 (Geòrgia)
- Dysdera gollumi Ribera & Arnedo, 1994 (Illes Canàries)
- Dysdera gomerensis Strand, 1911 (Illes Canàries)
- Dysdera granulata Kulczyn'ski, 1897 (Itàlia, Balcans, Albània)
- Dysdera gruberi Deeleman-Reinhold, 1988 (Turquia)
- Dysdera guayota Arnedo & Ribera, 1999 (Illes Canàries)
- Dysdera halkidikii Deeleman-Reinhold, 1988 (Grècia)
- Dysdera hamifera Simon, 1910 (Algèria)
  - Dysdera hamifera macellina Simon, 1910 (Algèria)
- Dysdera hamulata Kulczyn'ski, 1897 (Hongria, Eslovàquia)
- Dysdera hattEUAs Deeleman-Reinhold, 1988 (Turquia)
- Dysdera helenae Ferrández, 1996 (Espanya)
- Dysdera hernandezi Arnedo & Ribera, 1999 (Illes Canàries)
- Dysdera hiemalis Deeleman-Reinhold, 1988 (Creta)
- Dysdera hirguan Arnedo, Oromí & Ribera, 1997 (Illes Canàries)
- Dysdera hirsti Denis, 1945 (Algèria)
- Dysdera hungarica Kulczyn'ski, 1897 (Europa Oriental fins a Azerbaijan)
  - Dysdera hungarica atra Mcheidze, 1979 (Geòrgia, Azerbaijan)
  - Dysdera hungarica subalpina Dunin, 1992 (Rússia)
- Dysdera iguanensis Wunderlich, 1987 (Illes Canàries)
- Dysdera imeretiensis Mcheidze, 1979 (Geòrgia)
- Dysdera incertissima Denis, 1961 (Marroc)
- Dysdera incognita Dunin, 1991 (Rússia)
- Dysdera inermis Ferrández, 1984 (Espanya)
- Dysdera inopinata Dunin, 1991 (Geòrgia)
- Dysdera insulana Simon, 1883 (Illes Canàries)
- Dysdera karabachica Dunin, 1990 (Azerbaijan)
- Dysdera kollari Doblika, 1853 (Balcans fins a Ucraïna)
- Dysdera kronebergi Dunin, 1992 (Tajikistan)
- Dysdera kugitangica Dunin, 1992 (Turkmenistan)
- Dysdera kulczynskii Simon, 1914 (França, Itàlia)
- Dysdera kusnetsovi Dunin, 1989 (Turkmenistan)
- Dysdera labradaensis Wunderlich, 1992 (Illes Canàries)
- Dysdera lagrecai Alicata, 1964 (Itàlia)
- Dysdera lancerotensis Simon, 1907 (Illes Canàries)
- Dysdera lata Wider, 1834 (Mediterrani fins a Geòrgia)
- Dysdera laterispina Pesarini, 2001 (Grècia)
- Dysdera leprieuri Simon, 1882 (Algèria)
- Dysdera levipes Wunderlich, 1987 (Illes Canàries)
- Dysdera limitanea Dunin, 1985 (Turkmenistan)
- Dysdera limnos Deeleman-Reinhold, 1988 (Grècia)
- Dysdera ligustica Gasparo, 1997 (Itàlia)
- Dysdera liostetha Simon, 1907 (Illes Canàries)
- Dysdera littoralis Denis, 1962 (Marroc)
- Dysdera longa Wunderlich, 1992 (Illes Canàries)
- Dysdera longibulbis Denis, 1962 (Madeira)
- Dysdera longimandibularis Nosek, 1905 (Turquia, Xipre)
- Dysdera longirostris Doblika, 1853 (Europa Oriental fins a Ucraïna)
- Dysdera lubrica Simon, 1907 (Egipte)
- Dysdera lucidipes Simon, 1882 (Algèria)
  - Dysdera lucidipes melillensis Simon, 1910 (Marroc)
- Dysdera lusitanica Kulczyn'ski, 1915 (Portugal, Espanya)
- Dysdera maTxadoi Ferrández, 1996 (Portugal, Espanya)
- Dysdera macra Simon, 1883 (Illes Canàries)
- Dysdera magna Keyserling, 1877 (Brasil, Uruguai)
- Dysdera maronita Gasparo, 2003 (Lebanon)
- Dysdera martensi Dunin, 1991 (Rússia, Geòrgia)
- Dysdera mauritanica Simon, 1909 (Marroc)
  - Dysdera mauritanica aurantiaca Simon, 1909 (Marroc)
- Dysdera mazini Dunin, 1991 (Armènia, Azerbaijan)
- Dysdera meschetiensis Mcheidze, 1979 (Geòrgia)
- Dysdera minuta Deeleman-Reinhold, 1988 (Rodes)
- Dysdera minutissima Wunderlich, 1992 (Illes Canàries)
- Dysdera mixta Deeleman-Reinhold, 1988 (Turquia)
- Dysdera montanetensis Wunderlich, 1992 (Illes Canàries)
- Dysdera monterossoi Alicata, 1964 (Itàlia)
- Dysdera moravica Řezáč, 2014 (Alemanya a Romania)
- Dysdera mordax L. Koch, 1882 (Illes Balears)
- Dysdera mucronata Simon, 1910 (Marroc, Espanya)
- Dysdera murphiorum Deeleman-Reinhold, 1988 (Corfú, Albània)
- Dysdera nenilini Dunin, 1989 (Turkmenistan)
- Dysdera neocretica Deeleman-Reinhold, 1988 (Creta)
- Dysdera nesiotes Simon, 1907 (Salvages, Illes Canàries)
- Dysdera nicaeensis Thorell, 1873 (França)
- Dysdera ninnii Canestrini, 1868 (Central i Europa Meridional fins a Ucraïna)
- Dysdera nomada Simon, 1910 (Tunísia)
- Dysdera nubila Simon, 1882 (Còrsega, Itàlia)
- Dysdera orahan Arnedo, Oromí & Ribera, 1997 (Illes Canàries)
- Dysdera ortunoi Ferrández, 1996 (Espanya)
- Dysdera osellai Alicata, 1973 (Itàlia)
- Dysdera paganettii Deeleman-Reinhold, 1988 (Itàlia)
- Dysdera pamirica Dunin, 1992 (Tajikistan)
- Dysdera pandazisi Hadjissarantos, 1940 (Grècia)
- Dysdera paucispinosa Wunderlich, 1992 (Illes Canàries)
- Dysdera pavani Caporiacco, 1941 (Itàlia)
- Dysdera pectinata Deeleman-Reinhold, 1988 (Bulgària, Macedònia, Grècia)
- Dysdera pharaonis Simon, 1907 (Egipte)
- Dysdera pococki Dunin, 1985 (Turkmenistan)
- Dysdera pominii Caporiacco, 1947 (Itàlia)
- Dysdera portisancti Wunderlich, 1995 (Madeira)
- Dysdera praepostera Denis, 1961 (Marroc)
- Dysdera presai Ferrández, 1984 (Espanya)
- Dysdera pretneri Deeleman-Reinhold, 1988 (Croàcia, Montenegro, Grècia, Corfú)
- Dysdera pristiphora Pesarini, 2001 (Itàlia)
- Dysdera punctata C. L. Koch, 1838 (Europa Sud-Oriental fins a Geòrgia)
- Dysdera punctocretica Deeleman-Reinhold, 1988 (Corfú)
- Dysdera raddei Dunin, 1990 (Azerbaijan)
- Dysdera ramblae Arnedo, Oromí & Ribera, 1997 (Illes Canàries)
- Dysdera ratonensis Wunderlich, 1992 (Illes Canàries)
- Dysdera ravida Simon, 1909 (Marroc)
- Dysdera richteri Charitonov, 1956 (Azerbaijan, Armènia, Geòrgia)
- Dysdera roemeri Strand, 1906 (Etiòpia)
- Dysdera romantica Deeleman-Reinhold, 1988 (Grècia)
- Dysdera rostrata Denis, 1961 (Marroc)
- Dysdera rubus Deeleman-Reinhold, 1988 (Turquia, Grècia)
- Dysdera rudis Simon, 1882 (Marroc)
- Dysdera rugichelis Simon, 1907 (Illes Canàries)
- Dysdera rullii Pesarini, 2001 (Itàlia)
- Dysdera sanborondon Arnedo, Oromí & Ribera, 2000 (Illes Canàries)
- Dysdera satunini Dunin, 1990 (Azerbaijan)
- Dysdera scabricula Simon, 1882 (França, Espanya)
- Dysdera sciakyi Pesarini, 2001 (Grècia)
- Dysdera seclEUA Denis, 1961 (Marroc)
- Dysdera sefrensis Simon, 1910 (Marroc)
- Dysdera sibyllinica Kritscher, 1956 (Itàlia)
- Dysdera silana Alicata, 1965 (Itàlia)
- Dysdera silvatica Schmidt, 1981 (Illes Canàries)
- Dysdera simoni Deeleman-Reinhold, 1988 (Síria, Israel, Lebanon)
- Dysdera snassenica Simon, 1910 (Marroc, Algèria)
  - Dysdera snassenica collina Simon, 1910 (Marroc)
- Dysdera soleata Karsch, 1881 (Líbia)
- Dysdera solers Walckenaer, 1837 (Colòmbia)
- Dysdera spasskyi Charitonov, 1956 (Geòrgia)
- Dysdera spinicrus Simon, 1882 (Balcans fins a Síria)
- Dysdera spinidorsa Wunderlich, 1992 (Illes Canàries)
- Dysdera subcylindrica Charitonov, 1956 (Àsia central)
- Dysdera subnubila Simon, 1907 (Itàlia, Tunísia, Egipte)
- Dysdera subsquarrosa Simon, 1914 (França, Itàlia)
- Dysdera sultani Deeleman-Reinhold, 1988 (Turquia, Grècia)
- Dysdera sutoria Denis, 1945 (Marroc)
- Dysdera tartarica Kroneberg, 1875 (Àsia central)
- Dysdera taurica Charitonov, 1956 (Sud-europa Oriental, Ucraïna)
- Dysdera tbilisiensis Mcheidze, 1979 (Geòrgia)
- Dysdera tenuistyla Denis, 1961 (Marroc)
- Dysdera tilosensis Wunderlich, 1992 (Illes Canàries)
- Dysdera tystshenkoi Dunin, 1989 (Turkmenistan)
- Dysdera Ucraïnansis Charitonov, 1956 (Rússia, Ucraïna)
- Dysdera unguimmanis Ribera, Ferrández & Blasco, 1985 (Illes Canàries)
- Dysdera valentina Ribera, 2004 (Espanya)
- Dysdera vandeli Denis, 1962 (Madeira)
- Dysdera veigai Ferrández, 1984 (Espanya)
- Dysdera ventricosa Grasshoff, 1959 (Itàlia)
- Dysdera vermicularis Berland, 1936 (Illes Cap Verd)
- Dysdera verneaui Simon, 1883 (Illes Canàries)
- Dysdera vesiculifera Simon, 1882 (Algèria)
- Dysdera vignai Gasparo, 2003 (Lebanon)
- Dysdera vivesi Ribera & Ferrández, 1986 (Espanya)
- Dysdera volcania Ribera, Ferrández & Blasco, 1985 (Illes Canàries)
- Dysdera werneri Deeleman-Reinhold, 1988 (Grècia)
- Dysdera Oestringi O. P.-Cambridge, 1872 (Mediterrani Oriental)
- Dysdera yguanirae Arnedo & Ribera, 1997 (Illes Canàries)
- Dysdera yozgat Deeleman-Reinhold, 1988 (Turquia)
- Dysdera zarudnyi Charitonov, 1956 (Àsia central, Afganistan)

### Dysderella
Dysderella Dunin, 1992
- Dysderella caspica (Dunin, 1990) (Azerbaijan)
- Dysderella transcaspica (Dunin & Fet, 1985) (Turkmenistan)

### Dysderocrates
Dysderocrates Deeleman-Reinhold & Deeleman, 1988
- Dysderocrates egregius (Kulczyn'ski, 1897) (Hongria, Romania)
- Dysderocrates gasparoi Deeleman-Reinhold, 1988 (Corfú)
- Dysderocrates marani (Kratochvíl, 1937) (Creta)
- Dysderocrates regina Deeleman-Reinhold, 1988 (Turquia)
- Dysderocrates silvestris Deeleman-Reinhold, 1988 (Bòsnia-Hercegovina)
- Dysderocrates storkani (Kratochvíl, 1935) (Balcans)

### Folkia
Folkia Kratochvíl, 1970
- Folkia boudewijni Deeleman-Reinhold, 1993 (Croàcia)
- Folkia haasi (Reimoser, 1929) (Croàcia)
- Folkia inermis (Absolon & Kratochvíl, 1933) (Croàcia)
- Folkia lugens Brignoli, 1974 (Grècia)
- Folkia mrazeki (Nosek, 1904) (Montenegro)
- Folkia pauciaculeata (Fage, 1943) (Bòsnia-Hercegovina)
- Folkia subcupressa Deeleman-Reinhold, 1993 (Croàcia)

### Harpactea
Harpactea Bristowe, 1939
- Harpactea abantia (Simon, 1884) (Grècia)
- Harpactea achsuensis Dunin, 1991 (Azerbaijan)
- Harpactea acuta Beladjal & Bosmans, 1997 (Algèria)
- Harpactea aeoliensis Alicata, 1973 (Itàlia)
- Harpactea aeruginosa Barrientos, Espuny & Ascaso, 1994 (Espanya)
- Harpactea agnolettii Brignoli, 1978 (Turquia)
- Harpactea albanica (Caporiacco, 1949) (Albània)
- Harpactea algarvensis Ferrández, 1990 (Portugal)
- Harpactea alicatai Brignoli, 1979 (Sardenya)
- Harpactea angustata (Lucas, 1846) (Algèria)
- Harpactea apollinea Brignoli, 1979 (Grècia)
- Harpactea arguta (Simon, 1907) (França, Itàlia)
- Harpactea armenica Dunin, 1989 (Armènia)
- Harpactea auresensis Bosmans & Beladjal, 1991 (Algèria)
- Harpactea auriga (Simon, 1910) (Algèria)
- Harpactea aurigoides Bosmans & Beladjal, 1991 (Algèria)
- Harpactea azerbajdzhanica Dunin, 1991 (Azerbaijan)
- Harpactea azowensis Charitonov, 1956 (Ucraïna)
- Harpactea babori (Nosek, 1905) (Turquia)
- Harpactea blasi Ribera & Ferrández, 1986 (Espanya)
- Harpactea buchari Dunin, 1991 (Azerbaijan)
- Harpactea caligata Beladjal & Bosmans, 1997 (Algèria)
- Harpactea camenarum Brignoli, 1977 (Grècia fins a Geòrgia)
- Harpactea carusoi Alicata, 1974 (Itàlia, Tunísia)
- Harpactea catholica (Brignoli, 1984) (Creta)
- Harpactea caucÀsia (Kulczyn'ski, 1895) (Rússia, Geòrgia)
- Harpactea cecconii (Kulczyn'ski, 1908) (Xipre)
- Harpactea chreensis Bosmans & Beladjal, 1989 (Algèria)
- Harpactea christae Bosmans & Beladjal, 1991 (Algèria)
- Harpactea coccifera Brignoli, 1984 (Creta)
- Harpactea colchidis Brignoli, 1978 (Turquia)
- Harpactea corinthia Brignoli, 1984 (Grècia)
- Harpactea corticalis (Simon, 1882) (Europa Meridional)
- Harpactea cressa Brignoli, 1984 (Creta)
- Harpactea dashdamirovi Dunin, 1993 (Azerbaijan)
- Harpactea deelemanae Dunin, 1989 (Armènia)
- Harpactea deltshevi Dimitrov & Lazarov, 1999 (Bulgària)
- Harpactea diraoi Brignoli, 1978 (Turquia)
- Harpactea dobati Alicata, 1974 (Turquia)
- Harpactea doblikae (Thorell, 1875) (Ucraïna, Crimea)
- Harpactea dufouri (Thorell, 1873) (Illes Balears)
- Harpactea dumonti Bosmans & Beladjal, 1991 (Algèria)
- Harpactea eskovi Dunin, 1989 (Geòrgia, Armènia)
- Harpactea fageli Brignoli, 1980 (Portugal, Espanya)
- Harpactea forcipifera (Simon, 1910) (Algèria)
- Harpactea gaditana Pesarini, 1988 (Espanya)
- Harpactea galatica Brignoli, 1978 (Turquia)
- Harpactea gennargentu Wunderlich, 1995 (Sardenya)
- Harpactea globifera (Simon, 1910) (Algèria)
- Harpactea golovatchi Dunin, 1989 (Armènia)
- Harpactea gridellii (Caporiacco, 1951) (Itàlia)
- Harpactea grisea (Canestrini, 1868) (Suïssa, Àustria, Itàlia, Eslovènia)
- Harpactea hauseri Brignoli, 1976 (Grècia)
- Harpactea haymozi Brignoli, 1979 (França)
- Harpactea heizerensis Bosmans & Beladjal, 1991 (Algèria)
- Harpactea heliconia Brignoli, 1984 (Grècia)
- Harpactea henschi (Kulczyn'ski, 1915) (Bòsnia-Hercegovina)
- Harpactea herodis Brignoli, 1978 (Israel)
- Harpactea hispana (Simon, 1882) (Espanya, França)
- Harpactea hombergi (Scopoli, 1763) (Europa fins a Ucraïna)
- Harpactea hyrcanica Dunin, 1991 (Azerbaijan)
- Harpactea incerta Brignoli, 1979 (Grècia)
- Harpactea incurvata Bosmans & Beladjal, 1991 (Algèria)
- Harpactea indistincta Dunin, 1991 (Rússia, Azerbaijan)
- Harpactea innupta Beladjal & Bosmans, 1997 (Algèria)
- Harpactea isaurica Brignoli, 1978 (Turquia)
- Harpactea johannitica Brignoli, 1976 (Grècia)
- Harpactea kalaensis Beladjal & Bosmans, 1997 (Algèria)
- Harpactea karabachica Dunin, 1991 (Azerbaijan)
- Harpactea kareli Bosmans & Beladjal, 1991 (Algèria)
- Harpactea korgei Brignoli, 1979 (Turquia)
- Harpactea krueperi (Simon, 1884) (Grècia)
- Harpactea kulczynskii Brignoli, 1976 (Grècia)
- Harpactea lazonum Brignoli, 1978 (Turquia)
- Harpactea lepida (C. L. Koch, 1838) (Europa fins a Moldàvia)
- Harpactea loebli Brignoli, 1974 (Grècia)
- Harpactea logunovi Dunin, 1992 (Rússia, Geòrgia)
- Harpactea longitarsa Alicata, 1974 (Algèria, Tunísia)
- Harpactea longobarda Pesarini, 2001 (Itàlia)
- Harpactea lyciae Brignoli, 1978 (Turquia)
- Harpactea maelfaiti Beladjal & Bosmans, 1997 (Algèria)
- Harpactea magnibulbi MaTxado & Ferrández, 1991 (Portugal)
- Harpactea major (Simon, 1910) (Algèria)
- Harpactea martensi Dunin, 1991 (Azerbaijan)
- Harpactea mcheidzeae Dunin, 1992 (Geòrgia)
- Harpactea medeae Brignoli, 1978 (Turquia)
- Harpactea mehennii Bosmans & Beladjal, 1989 (Algèria)
- Harpactea mertensi Bosmans & Beladjal, 1991 (Algèria)
- Harpactea minoccii Ferrández, 1982 (Espanya)
- Harpactea minuta Alicata, 1974 (Tunísia)
- Harpactea mithridatis Brignoli, 1979 (Turquia fins a Geòrgia)
- Harpactea mitidjae Bosmans & Beladjal, 1991 (Algèria)
- Harpactea modesta Dunin, 1991 (Rússia, Azerbaijan)
- Harpactea monicae Bosmans & Beladjal, 1991 (Algèria)
- Harpactea mouzaiensis Bosmans & Beladjal, 1989 (Algèria)
- Harpactea muscicola (Simon, 1882) (Còrsega)
- Harpactea nachitschevanica Dunin, 1991 (Azerbaijan)
- Harpactea nausicaae Brignoli, 1976 (Macedònia, Grècia)
- Harpactea nenilini Dunin, 1989 (Armènia)
- Harpactea nuragica Alicata, 1966 (Itàlia)
- Harpactea oglasana Gasparo, 1992 (Itàlia)
- Harpactea oranensis Bosmans & Beladjal, 1991 (Algèria)
- Harpactea ortegai Ribera & De Mas, 2003 (Espanya)
- Harpactea osellai Brignoli, 1978 (Turquia)
- Harpactea ouarsenensis Bosmans & Beladjal, 1991 (Algèria)
- Harpactea ovata Beladjal & Bosmans, 1997 (Algèria)
- Harpactea paradoxa Dunin, 1992 (Geòrgia)
- Harpactea parthica Brignoli, 1980 (Iran, Turkmenistan)
- Harpactea piligera (Thorell, 1875) (Itàlia)
- Harpactea pisidica Brignoli, 1978 (Turquia)
- Harpactea proxima Ferrández, 1990 (Portugal)
- Harpactea punica Alicata, 1974 (Algèria, Tunísia)
- Harpactea reniformis Beladjal & Bosmans, 1997 (Algèria)
- Harpactea rubicunda (C. L. Koch, 1838) (Europa fins a Geòrgia)
- Harpactea rucnerorum Polenec & Thaler, 1975 (Croàcia)
- Harpactea ruffoi Alicata, 1974 (Tunísia)
- Harpactea rugichelis Denis, 1955 (Lebanon)
- Harpactea saeva (Herman, 1879) (Europa Oriental, Ucraïna)
- Harpactea samuili Lazarov, 2006 (Bulgària)
- Harpactea sanctaeinsulae Brignoli, 1978 (Turquia)
- Harpactea sanctidomini Gasparo, 1997 (Itàlia)
- Harpactea sardoa Alicata, 1966 (Itàlia)
- Harpactea sbordonii Brignoli, 1978 (Turquia)
- Harpactea sciakyi Pesarini, 1988 (Espanya)
- Harpactea secunda Dunin, 1989 (Armènia)
- Harpactea senalbensis Beladjal & Bosmans, 1997 (Algèria)
- Harpactea serena (Simon, 1907) (Espanya, França)
- Harpactea sicula Alicata, 1966 (Sicília)
- Harpactea sinuata Beladjal & Bosmans, 1997 (Algèria)
- Harpactea spasskyi Dunin, 1992 (Rússia)
- Harpactea srednagora Dimitrov & Lazarov, 1999 (Bulgària)
- Harpactea stalitoides Ribera, 1993 (Portugal)
- Harpactea strandi (Caporiacco, 1939) (Itàlia)
- Harpactea strandjica Dimitrov, 1997 (Bulgària)
- Harpactea strinatii Brignoli, 1979 (Grècia)
- Harpactea sturanyi (Nosek, 1905) (Bulgària, Turquia)
- Harpactea subiasi Ferrández, 1990 (Portugal)
- Harpactea talyschica Dunin, 1991 (Azerbaijan)
- Harpactea thaleri Alicata, 1966 (Suïssa, Itàlia)
- Harpactea undosa Beladjal & Bosmans, 1997 (Algèria)
- Harpactea vagabunda Dunin, 1991 (Azerbaijan)
- Harpactea vignai Brignoli, 1978 (Turquia)
- Harpactea villehardouini Brignoli, 1979 (Grècia)
- Harpactea yakourensis Beladjal & Bosmans, 1997 (Algèria)
- Harpactea zaitzevi Charitonov, 1956 (Geòrgia, Azerbaijan, Armènia)
- Harpactea zannonensis Alicata, 1966 (Itàlia)
- Harpactea zjuzini Dunin, 1991 (Azerbaijan)
- Harpactea zoiai Gasparo, 1999 (Grècia)

### Harpactocrates
Harpactocrates Simon, 1914
- Harpactocrates apennicola Simon, 1914 (França, Itàlia)
- Harpactocrates cazorlensis Ferrández, 1986 (Espanya)
- Harpactocrates drassoides (Simon, 1882) (Europa Occidental)
- Harpactocrates escuderoi Ferrández, 1986 (Espanya)
- Harpactocrates globifer Ferrández, 1986 (Espanya)
- Harpactocrates gredensis Ferrández, 1986 (Espanya)
- Harpactocrates gurdus Simon, 1914 (Espanya)
- Harpactocrates intermedius Dalmas, 1915 (França, Itàlia)
- Harpactocrates meridionalis Ferrández & Martin, 1986 (Espanya)
- Harpactocrates radulifer Simon, 1914 (Espanya, França)
- Harpactocrates ravastellus Simon, 1914 (Espanya, França)
- Harpactocrates trialetiensis Mcheidze, 1997 (Geòrgia)
- Harpactocrates troglophilus Brignoli, 1978 (Turquia)

### Holissus
Holissus Simon, 1882
- Holissus unciger Simon, 1882 (Còrsega)

### Hygrocrates
Hygrocrates Deeleman-Reinhold, 1988
- Hygrocrates caucasicus Dunin, 1992 (Geòrgia)
- Hygrocrates georgicus (Mcheidze, 1972) (Geòrgia)
- Hygrocrates lycaoniae (Brignoli, 1978) (Rodes, Turquia)

### Kaemis
Kaemis Deeleman-Reinhold, 1993
- Kaemis carnicus Gasparo, 1995 (Itàlia)
- Kaemis circe (Brignoli, 1975) (Itàlia)
- Kaemis vernalis Deeleman-Reinhold, 1993 (Montenegro)

### Mesostalita
Mesostalita Deeleman-Reinhold, 1971
- Mesostalita comottii (Gasparo, 1999) (Croàcia)
- Mesostalita kratochvili Deeleman-Reinhold, 1971 (Bòsnia-Hercegovina)
- Mesostalita nocturna (Roewer, 1931) (Itàlia, Eslovènia)

### Minotauria
Minotauria Kulczyn'ski, 1903
- Minotauria attemsi Kulczyn'ski, 1903 (Creta)
- Minotauria fagei (Kratochvíl, 1970) (Creta)

### Parachtes
Parachtes Alicata, 1964
- Parachtes andreinii Alicata, 1966 (Itàlia)
- Parachtes cantabrorum (Simon, 1914) (França)
- Parachtes deminutus (Denis, 1957) (Espanya)
- Parachtes ignavus (Simon, 1882) (Espanya, França, Còrsega)
- Parachtes inaequipes (Simon, 1882) (Còrsega)
- Parachtes latialis Alicata, 1966 (Itàlia)
- Parachtes limbarae (Kraus, 1955) (Sardenya)
- Parachtes loboi Jiménez-Valverde, Barriga & Moreno, 2006 (Espanya)
- Parachtes romandiolae (Caporiacco, 1949) (Itàlia)
- Parachtes siculus (Caporiacco, 1949) (Itàlia)
- Parachtes teruelis (Kraus, 1955) (Espanya)
- Parachtes vernae (Caporiacco, 1936) (Itàlia)

### Parastalita
Parastalita Absolon & Kratochvíl, 1932
- Parastalita stygia (Joseph, 1882) (Bòsnia-Hercegovina)

### Rhode
Rhode Simon, 1882
- Rhode aspinifera (Nikolic, 1963) (Eslovènia)
- Rhode baborensis Beladjal & Bosmans, 1996 (Algèria)
- Rhode biscutata Simon, 1893 (Mediterrani)
- Rhode magnifica Deeleman-Reinhold, 1978 (Montenegro)
- Rhode scutiventris Simon, 1882 (Portugal, Espanya, Marroc, Algèria)
- Rhode stalitoides Deeleman-Reinhold, 1978 (Bòsnia-Hercegovina)
- Rhode subterranea (Kratochvíl, 1935) (Bòsnia-Hercegovina)
- Rhode tenuipes (Simon, 1882) (Còrsega)
- Rhode testudinea Pesarini, 1984 (Itàlia)

### Rhodera
Rhodera Deeleman-Reinhold, 1989
- Rhodera hypogea Deeleman-Reinhold, 1989 (Creta)

### Sardostalita
Sardostalita Gasparo, 1999
- Sardostalita patrizii (Roewer, 1956) (Sardenya)

### Speleoharpactea
Speleoharpactea Ribera, 1982
- Speleoharpactea levantina Ribera, 1982 (Espanya)

### Stalagtia
Stalagtia Kratochvíl, 1970
- Stalagtia argus Brignoli, 1976 (Grècia)
- Stalagtia hercegovinensis (Nosek, 1905) (Balcans, Creta)
- Stalagtia kratochvili Brignoli, 1976 (Grècia)
- Stalagtia monospina (Absolon & Kratochvíl, 1933) (Montenegro)
- Stalagtia skadarensis Kratochvíl, 1970 (Montenegro)
- Stalagtia thaleriana Chatzaki & Arnedo, 2006 (Creta)

### Stalita
Stalita Schiödte, 1847
- Stalita hadzii Kratochvíl, 1934 (Eslovènia)
- Stalita inermifemur Roewer, 1931 (Eslovènia, Croàcia)
- Stalita pretneri Deeleman-Reinhold, 1971 (Croàcia)
- Stalita taenaria Schiödte, 1847 (Itàlia, Eslovènia)

### Stalitella
Stalitella Absolon & Kratochvíl, 1932
- Stalitella noseki Absolon & Kratochvíl, 1933 (Bòsnia-Hercegovina, Montenegro)

### Stalitochara
Stalitochara Simon, 1913
- Stalitochara kabiliana Simon, 1913 (Algèria)

### Tedia
Tedia Simon, 1882
- Tedia abdominalis Deeleman-Reinhold, 1988 (Israel, Síria)
- Tedia oxygnatha Simon, 1882 (Síria)